# Thyellisca lamellosa
Genre
Synonymes
- Cumingia elegans G.B. Sowerby II, 1873
- Thyella lamellosa H. Adams, 1873

Thyellisca lamellosa est une espèce de mollusques bivalves marins, de l'ordre des Cardiida ou des Veneroida / Venerida, selon les classifications, et de la famille des Semelidae. 
On la trouve de la Basse Californie au Pérou.